# Виртанен, Яни
Яни Тапани Виртанен (фин. Jani Tapani Virtanen; 6 мая 1988, Турку, Финляндия) — финский футболист, нападающий.
Профессиональную карьеру начал в клубе «ТПС» в 2004 году. Летом 2006 подписал пятилетний контракт с итальянским клубом «Удинезе». Вместе с Виртаненом в клубе играли ещё два финских футболиста — Роман Ерёменко и Яркко Хурме. Летом 2008 Виртанен был отдан в аренду в «Сорренто», а в марте 2009 — в «Химки», за которые провёл три матча. В 2010 году вернулся в Финляндию, где выступал за ТПС и «Йювяскюлю».
Играл за юношескую и молодёжную сборные Финляндии.